# Carl Critchlow
Carl Critchlow (* 1963 in Liverpool) ist ein britischer Comiczeichner.

## Leben und Wirken
Critchlow begann in den frühen 1990er Jahren als hauptberuflicher Comiczeichner zu arbeiten. Seine ersten Arbeiten legte er für britische Comicmagazine wie 2000AD vor. Später konnte er auch auf dem US-amerikanischen Markt Fuß fassen und erhielt Zeichenaufträge von amerikanischen Großverlagen wie DC-Comics.
Seine größten Erfolge konnte Critchlow bislang als Auftragszeichner für Geschichten um die in den 1970er Jahren geschaffene Figur des Antihelden Judge Dredd verbuchen, dessen Abenteuer er für 2000AD und das Judge Dredd Megazine in Szene setzte. Autoren, deren Skripte er während seiner Arbeit an Judge Dredd besonders häufig umsetzte, waren Alan Grant, Simon Spurrier und John Wagner. Außer für Judge Dredd steuerte Critchlow zu 2000AD auch Geschichten für die Reihe Lobster Random bei. Für Autor Pat Mills setzte Critchlow einige Ausgaben der Serie Flesh in Szene.
Für den amerikanischen Markt zeichnete Critchlow Crossover-Geschichten wie Judge Dredd/Batman: The Ultimate Riddle oder Lobo/Judge Dredd. Eine von Critchlow selbst entwickelte Reihe, für die er etwa ein weiteres Heft pro Jahr fertigstellt, ist Thrud the Barbarian, deren erste Ausgabe 2002 erschien.
Der Zeichenstil von Critchlow – der mitunter Comics auch als Comicmaler mit dem Pinsel gestaltet – ist in erster Linie durch seine zielstrebige praktizierte „Schmutzigkeit“ gekennzeichnet: Critchlows Bilder sind in aller Regel bewusst darauf angelegt eine möglichst unangenehme und unheilvolle Atmosphäre zu schaffen, die der dystopischen oder makaber-satirischen Handlung der Geschichten, mit deren Umsetzung er zumeist betraut wird, Rechnung tragen soll. Diesen Eindruck erreicht er durch Kunstgriffe wie die Wahl von sehr „schattenlastigen“ Perspektiven und durch eine düstere Kolorierung, die mitunter wirkt, als ob eine Patina aus Ruß über die Zeichnungen gelegt worden sei. Ein Kritiker charakterisierte Critchlows Stil dementsprechend, indem er dessen Bilder mit Stichbildern verglich, die in die Oberfläche einer Granitplatte hineingeritzt worden seien. Etwas heller gehalten sind demgegenüber allerdings Critchlows Arbeiten an Thrud the Barbarian.